# 2020년 하계 올림픽 시리아 선수단
2020년 하계 올림픽 시리아 선수단은 2021년 일본 도쿄에서 열린 2020년 하계 올림픽에 참가한 올림픽 시리아 선수단이다.
시리아는 2020년 도쿄 하계 올림픽에 출전했다. 원래 2020년 7월 24일부터 8월 9일까지 열릴 예정이었던 올림픽은 코로나19 팬데믹으로 인해 2021년 7월 23일부터 8월 8일로 연기되었다. 이는 1948년 첫 대회 이후 국내의 14번째 하계 올림픽 출전이었다.
시리아 올림픽 위원회는 남자 5명, 여자 1명으로 구성된 6명의 선수로 구성된 팀을 파견하여 2004년 아테네 올림픽과 일치하는 6가지 다른 종목에 출전했다. 만 아사드 덕분에 시리아는 2004년 올림픽 이후 처음으로 올림픽 메달을 획득했다.
국가 공식 대표단뿐만 아니라 유도 선수 무나 다후크(Muna Dahouk)를 포함해 다수의 시리아인들이 2020년 하계 올림픽 난민 올림픽 팀에 참가했다. 2015년 시리아를 떠나 2016년부터 독일에 거주하고 있는 알라 마소(Alaa Maso) 형제와 모하마드 마소(Mohamad Maso) 형제는 둘 다 남자 50m 자유형 경기에서 난민 올림픽 팀의 일원으로 경쟁했다. 그리고 남자 철인 3종 경기에서 시리아 공식 팀의 모하마드(Mohamad)가 47위에 올랐다.

## 출전 선수
| 종목         | 남자 | 여자 | 전체 |
| ------------ | ---- | ---- | ---- |
| 육상         | 1    | 0    | 1    |
| 승마         | 1    | 0    | 1    |
| 수영         | 1    | 0    | 1    |
| 탁구         | 0    | 1    | 1    |
| 트라이애슬론 | 1    | 0    | 1    |
| 역도         | 1    | 0    | 1    |
| 전체         | 5    | 1    | 6    |

## 같이 보기
- 올림픽 시리아 선수단